# Academia Sauber
La Academia Sauber (oficialmente Sauber Academy) es una iniciativa de Sauber Motorsport para ayudar a nutrir el talento de karting a través de la escalera de la serie feeder para promoverlos a su equipo de Fórmula 1.
En noviembre de 2018, Sauber se asoció con el equipo checo Charouz Racing System para formar el Sauber Junior Team, seguido de la creación de un equipo de karting en marzo de 2019.
Después de 2019, Sauber se separó de Charouz y actualmente dirige dos pilotos en su equipo júnior de monoplazas. El equipo de Karting de Sauber, aliado con Kart Republic, cuenta actualmente con ocho pilotos.

## Lista de pilotos

### Miembros
| Piloto          | Desde | Categoría reciente                    | Títulos |
| --------------- | ----- | ------------------------------------- | ------- |
| Emma Felbermayr | 2025- | F1 Academy Campeonato de España de F4 | ninguno |
| Fuente:         |       |                                       |         |

### Exmiembros
| Piloto                 | Años       | Categorías |
| ---------------------- | ---------- | --- |
| Callum Ilott           | 2019       | Campeonato de Fórmula 2 de la FIA (2019) |
| Lirim Zendeli          | 2019       | Campeonato de Fórmula 3 de la FIA (2019) |
| Fabio Scherer          | 2019       | Campeonato de Fórmula 3 de la FIA (2019) |
| Raoul Hyman            | 2019       | Campeonato de Fórmula 3 de la FIA (2019) |
| Arthur Leclerc         | 2019       | ADAC Fórmula 4 (2019) |
| Roman Staněk           | 2019       | ADAC Fórmula 4 (2019) Campeonato de Italia de Fórmula 4 (2019) |
| Alessandro Ghiretti    | 2019       | ADAC Fórmula 4 (2019) |
| Stuart White           | 2019       | Campeonato Francés de F4 (2019) |
| Joshua Dufek           | 2019       | Karting (2019) |
| Christian Ho           | 2019-2021  | Karting (2019–2021) |
| Dexter Patterson       | 2019-2021  | Karting (2019) Campeonato de Italia de Fórmula 4 (2019) |
| Juan Manuel Correa     | 2019, 2021 | Campeonato de Fórmula 2 de la FIA (2019) Campeonato de Fórmula 3 de la FIA (2021)                                                                                              |
| Petr Ptáček            | 2020       | Eurocopa de Fórmula Renault (2020) |
| Harry Thompson         | 2020       | Karting (2020) |
| Piotr Czaja            | 2020       | Karting (2020) |
| Ugo Ugochukwu          | 2020-2021  | Karting (2020) |
| Emerson Fittipaldi Jr. | 2020-2021  | Karting (2020) Campeonato de Fórmula 4 Danesa (2021) |
| Tiziano Monza          | 2020-2021  | Karting (2020–2021) |
| Miguel Costa           | 2020-2023  | Karting (OKJ) |
| Sonny Smith            | 2021       | Karting (2021) |
| Maciej Gładysz         | 2021       | Karting (2021) |
| Gustaw Wiśniewski      | 2021       | Karting (2021) |
| Zachary David          | 2021-2022  | Karting (2021-2022) |
| Roberto Faria          | 2022       | Campeonato GB3 (2022) |
| Marcus Amand           | 2023       | Campeonato de Fórmula Regional Europea (2023) |
| Théo Pourchaire        | 2019-2024  | ADAC Fórmula 4 (2019) Campeonato de Fórmula 3 de la FIA (2020) Campeonato de Fórmula 2 de la FIA (2020-2023) Campeonato de Super Fórmula Japonesa (2024) IndyCar Series (2024) |
| Léna Bühler            | 2023-2024  | Campeonato de EAU de Fórmula 4 (2023) F1 Academy (2023) Campeonato de Fórmula Regional Europea (2024)                                                                          |
| Taym Saleh             | 2023-2024  | Karting (OK) |
| Zane Maloney           | 2024       | Campeonato de Fórmula 2 de la FIA (2024) |
| Carrie Schreiner       | 2024       | Campeonato de EAU de Fórmula 4 (2024) Fórmula Winter Series (2024) F1 Academy (2024) Campeonato de F4 Británica (2024) Nürburgring Langstrecken-Serie (2024)                   |

| Piloto              | Años | Categorías |
| ------------------- | ---- | ---------- |
| Simona de Silvestro | 2014 | ninguna    |